# 유저스냅
유저스냅(Usersnap)은 오스트리아 린츠의 웹 애플리케이션 회사이다. 전 세계 웹 개발자, 웹 디자이너, 고객 지원 관리자가 사용하는 비주얼 버그 추적과 피드백 툴으로 잘 알려져 있다. 마이크로소프트, 페이스북, 하와이 항공, 런타스틱을 비롯해 전세계적으로 1,000여 개의 고객사에 서비스를 제공한다.
Usersnap은 ‘주목해야 할 7가지 유럽 스타트업(Alison Coleman 작성)'으로 포브스지에 소개된 바가 있다.

## 역사
Usersnap은 Florian&Gregor Dorfbauer 형제와 Josef Trauner에 의해 2013년 설립되었다. 설립자들이 웹 애플리케이션을 개발하면서 커뮤니케이션 문제에 직면했을 때 Usersnap에 대한 아이디어를 착안했다고 한다.
이 제품은 비주얼 커뮤니케이션 툴을 이용해 더 쉽게 의사소통하고 웹 개발을 더 효율적으로 하자는 생각에서 출발한 것이다. 설립자들은 2012년 초 제품 개발을 시작했다. 2013년 SpeedInvest를 통해 투자금을 조달했다. Angel-Investors(유럽/미국)에서 네 건의 추가 투자를 받았다.

## 버그 추적 소프트웨어
Usersnap 버그 추적 위젯은 모든 웹사이트에 사용 가능하다. 웹 개발자가 프로젝트의 품질 보증 과정을 개선하도록 도우며, 브라우저 컨텐츠의 스크린샷을 생성해 사용자가 직접 주석을 달 수 있게 한다. Usersnap 버그 추적기는 개발자와 고객을 비롯해 프로젝트 관계자 모두가 사안을 주고받고 피드백을 공유할 수 있게 하는 비주얼 커뮤니케이션 툴이다.

## 비주얼 커뮤니케이션
Usersnap은 사용자가 시각적으로 소통할 수 있게 한다. 우리의 뇌는 문자보다 시각적 정보를 8만 배 더 빠르게 인식할 수 있다는 데서 착안한 것이다. 사용자가 언어로 설명하지 않고도 문제와 아이디어를 보여줄 수 있게 하고자 한다. 스크린샷 툴을 사용하면 번거로운 양식을 작성하지 않고도 마우스로 간단하게 피드백을 제출할 수 있다.

## 고객
Usersnap은 전세계적으로 1,000여 개의 고객사를 가지고 있으며 마이크로소프트, 페이스북, 하와이 항공, 런타스틱 등의 회사 뿐만이 아니라 뉴욕주립대, 컬럼비아 대학교, 듀크 대학교, 텍사스 대학교 등의 교육기관에도 서비스를 제공한다. IAEA와 뉴질랜드 국립 도서관 등의 비영리단체에도 사용되고 있다.

## 같이 보기
- 버그 추적 시스템
- 웹 개발
- 고객 지원

## 참조
1. ↑  Seven European Startup Hotspots to watch Alison Coleman. 2014. 2014년 11월 18일 기준.
2. ↑  No more it doesn't work-fix it 보관됨 2014-11-15 - 웨이백 머신 Floor Drees. 2013. 2014년 11월 18일 기준.
3. ↑  The Visual Bug Tracker for Every Web Project 보관됨 2014-11-20 - 웨이백 머신 speedinvest. 2014. 2014년 11월 18일 기준.
4. ↑  The Holy Grail of Bug Reporting Krasimir Tsonev. 2014. 2014년 11월 18일 기준.
5. ↑  Screenshots for Web Developers GetApp. 2013. 2014년 11월 18일 기준.